# Emoto Masaru
Emoto Masaru (江本 勝 Giang Bản Thắng, 22 tháng 7 năm 1943 – 17 tháng 10 năm 2014) là một tác giả và nhà giả khoa học người Nhật Bản nói rằng ý thức của con người có ảnh hưởng đến cấu trúc phân tử của nước. Giả thuyết của Emoto đã phát triển qua nhiều năm, và công trình đầu tiên của ông xoay quanh các giả thuyết giả khoa học rằng nước có thể phản ứng với những suy nghĩ và lời nói tích cực và nước bị ô nhiễm có thể được làm sạch thông qua cầu nguyện và sự hình dung hóa tích cực.
Từ năm 1999, Emoto đã xuất bản vài tập của một tác phẩm mang tên Thông điệp của Nước, trong đó có những bức ảnh về các tinh thể băng và các thí nghiệm đi kèm của chúng.

## Tiểu sử
Emoto chào đời ở Yokohama, Nhật Bản, và tốt nghiệp Đại học Thành phố Yokohama sau khi tham dự các khóa học về môn Quan hệ quốc tế. Vào giữa những năm 1990, ông bắt đầu nghiên cứu nước chi tiết hơn.
Emoto còn là Chủ tịch danh dự của Tổ chức Nước vì Cuộc sống Quốc tế, một tổ chức phi lợi nhuận có trụ sở tại Thành phố Oklahoma ở Mỹ. Năm 1992, Emoto trở thành Bác sĩ Y học Thay thế tại Đại học Quốc tế Mở về Y học Thay thế ở Ấn Độ,  một loại bằng giả nhắm vào những kẻ lang băm để bán bằng cấp và sau đó đã bị đóng cửa.

## Ý tưởng
Emoto nói rằng nước là một "bản thiết kế chi tiết cho thực tại của chúng ta" và "năng lượng" cảm xúc và "rung động" có thể thay đổi cấu trúc vật lý của nước. Các thí nghiệm tinh thể nước của Emoto bao gồm phơi nước trong kính với các từ, hình ảnh hoặc âm nhạc khác nhau, sau đó đóng băng và kiểm tra các tính chất thẩm mỹ của các tinh thể thu được bằng chụp ảnh bằng kính hiển vi. Emoto đưa ra tuyên bố rằng nước tiếp xúc với lời nói và suy nghĩ tích cực sẽ dẫn đến việc các tinh thể "hài lòng" được hình thành khi nước đó bị đóng băng và ý định tiêu cực sẽ mang lại sự hình thành tinh thể đông lạnh "xấu xí".
Emoto cho rằng các nguồn nước khác nhau sẽ tạo ra các cấu trúc tinh thể khác nhau khi đông lạnh. Ví dụ, ông cho rằng một mẫu nước từ dòng núi khi bị đóng băng sẽ hiển thị các cấu trúc có thiết kế hình học đẹp mắt, nhưng các cấu trúc đó sẽ bị biến dạng và hình thành ngẫu nhiên nếu mẫu được lấy từ nguồn nước bị ô nhiễm. Emoto cho rằng những thay đổi này có thể được loại bỏ bằng cách cho nước tiếp xúc với tia cực tím hoặc sóng điện từ nhất định.
Năm 2008, Emoto đã công bố phát hiện của mình trên tờ Journal of Scientific Exploration (Tập san Khám phá Khoa học), một tạp chí khoa học theo kiểu bình duyệt của Hội Khám phá Khoa học. Công trình được thực hiện và chấp bút của Emoto Masaru và Kizu Takashige thuộc Viện Tổng hợp IHM của Emoto, cùng với Dean Radin và Nancy Lund thuộc Viện Khoa học Trí năng, nằm trong danh sách các tổ chức nghi vấn trên trang web Quackwatch của Stephen Barrett.
Trong thí nghiệm, hơn 1.900 tín đồ của Emoto tập trung cảm giác biết ơn đối với nước được lưu trữ trong chai, sau đó bị đóng băng và những dạng hình thành tinh thể của nó được kiểm tra. Các tinh thể tập trung vào lòng biết ơn được đánh giá hơi "đẹp" hơn một bộ tinh thể điều khiển và hơi kém "đẹp" hơn một chút so với các điều khiển khác. Một so sánh khách quan của các mẫu không cho thấy bất kỳ sự khác biệt đáng kể nào.

## Chỉ trích tính khoa học
Các nhà bình luận đã chỉ trích Emoto vì thiếu sự kiểm soát thử nghiệm và không chia sẻ đủ chi tiết về cách tiếp cận của ông với cộng đồng khoa học. William A. Tiller, một nhà nghiên cứu khác có mặt trong bộ phim tài liệu What The Bleep Do We Know?, nói rằng các thí nghiệm của Emoto không có bằng chứng vì chúng không kiểm soát các yếu tố khác trong quá trình siêu lạnh của nước. Ngoài ra, Emoto đã bị chỉ trích vì thiết kế các thí nghiệm của mình theo cách khiến chúng dễ bị thao túng hoặc lỗi của con người ảnh hưởng đến các phát hiện. Nhà hóa sinh và Giám đốc Hiển vi học tại Đại học College Cork William Reville đã viết, "Rất khó có thể có bất kỳ thực tế nào đằng sau tuyên bố của Emoto." Reville lưu ý việc thiếu công bố khoa học và chỉ ra rằng bất cứ ai có thể chứng minh hiện tượng như vậy sẽ ngay lập tức trở nên nổi tiếng và có thể giàu có.
Viết về những ý tưởng của Emoto trong Skeptical Inquirer, bác sĩ Harriet A. Hall kết luận rằng "thật khó để thấy bất cứ ai có thể nhầm nó với khoa học". Nhận xét về ý tưởng của Emoto về việc làm sạch nước bị ô nhiễm bởi tảo, nhà sinh vật học Tyler Volk cho biết, "Những gì ông ấy nói chẳng liên quan gì đến thứ khoa học như tôi biết."  Stephen Kiesling đã viết trên tờ Spirituality & Health Magazine (Tạp chí Tâm linh & Sức khỏe), "Có lẽ Emoto là một nhà truyền giáo coi trọng thông điệp về hình ảnh của mình hơn các chi tiết của khoa học, tuy nhiên, người thầy tâm linh này có thể tập trung thực hành trong tương lai ít hơn vào lòng biết ơn và nhiều hơn vào sự trung thực."
Emoto được James Randi mời tham gia riêng cuộc thi One Million Dollar Paranormal Challenge (Thử thách Siêu nhiên Một triệu Đô La) vào năm 2003 và sẽ nhận được 1.000.000 đô la Mỹ nếu ông có thể lặp lại kết quả thử nghiệm trong điều kiện thử nghiệm được cả hai bên đồng ý. Emoto đã không tham gia.

## Phê bình văn học
Cuốn sách của Emoto Những Thông điệp Ẩn trong Nước là cuốn sách bán chạy nhất của New York Times. Nhận xét về cuốn sách lọt vào danh sách này, nhà phê bình văn học Dwight Garner đã viết trong tạp chí The New York Times Book Review rằng đó là một trong những tác phẩm "gây lúng túng" khiến ông nghi ngờ sự tỉnh táo của công chúng đọc, mô tả cuốn sách là "lập dị một cách ngoạn mục." Publishers Weekly mô tả tác phẩm sau này của Emoto, Hình dạng của Tình yêu, kiểu như "chủ yếu là không mạch lạc và không làm vừa lòng". Ý tưởng của Emoto còn xuất hiện trong các bộ phim Kamen Rider: The First và What the Bleep Do We Know!?.

## Ấn phẩm

### Sách
- 水からの伝言: 世界初!! 水の結晶写真集 (Mizu kara no dengon: sekaihatsu!! mizu no kesshō shashinshū) [Thông điệp của Nước] (bằng tiếng Nhật). Quyển 1. Tokyo: Hado. 1999. ISBN 9784939098000.
  - Ấn bản tiếng Anh: Thông điệp của Nước: Thông điệp của Nước đang nói với chúng ta hãy nhìn vào chính chúng ta. Quyển 1. Hado. 2000. ISBN 9784939098000.
- 水からの伝言： 世界初！！水の氷結結晶写真集今日も水にありがとう (Mizu kara no dengon: sekaihatsu!! mizu no kesshō shashinshū) [Thông điệp của Nước] (bằng tiếng Nhật). Quyển 2. Tokyo: Hado. 2001. ISBN 9784939098048.
  - Ấn bản tiếng Anh: Thông điệp của Nước. Quyển 2. Hado. 2001. ISBN 9784939098048.
- 水が伝える愛のかたち (Mizu ga tsutaeru ai no katachi) (bằng tiếng Nhật). Tokyo: Tokuma Shoten. 2003. ISBN 9784198617509.
  - Ấn bản tiếng Anh: Hình dạng của Tình yêu: Khám phá chúng ta là ai, chúng ta đến từ đâu và chúng ta sẽ đi đâu. New York: Doubleday. 2007. ISBN 9780385518376.
- Yêu bản thân: Thông điệp của Nước III. Carlsbad, CA: Hay House. 2004. ISBN 9781401908997.
- 水可以改變我生命: "愛和感謝"的心情可以創造積極的能量 (Shui ke yi gai bian wo sheng ming: "Ai he gan xie" de xin qing ke yi chuan zao ji ji de neng liang) (bằng tiếng Trung). Taibei Xian Xindian Shi. 2006. ISBN 9789576864971.
  - Ấn bản tiếng Anh: Phép màu của Nước. New York; Hillsboro, OR: Atria: Beyond Words. 2007. ISBN 9781582701622.
- Tinh thể Nước Chữa bệnh: Âm nhạc & Hình ảnh để Phục hồi Sức khỏe của Bạn. New York; Hillsboro, OR: Atria: Beyond Words. 2006. ISBN 9781582701561.